# محمد قدرة الله
محمد ديباتوان قدرة الله نصر الدين (1581 - 1671). زعيم فلبيني مسلم وحاكم سلطنة ماغويندناو، حارب ضد الحكم الأسباني في جزيرة مينداناو الجنوبية. ورغم أنه اشتهر بكونه محاربًا، فإن قوته الرئيسية تكمن في أنه مخطِّط عسكري. وقد استدرج القوات الأسبانية إلى أراضي المستنقعات داخل مقاطعته، مما مكنه هو ورجاله من هزيمة قوات العدو التي كانت تفوقهم عددًا. وقد وحد صفوف مختلف الحكام المسلمين في مينداناو من خلال مناشدته لمشاعرهم الوطنية.
بعد النجاح الذي حققه ضد الأسبان، اتخذ قدرة الله لقب سلطان. قاد عمليتين حربيتان ، إحداهما في جزر فيزايان والأخرى في لوزون، بغرض إزعاج الأسبان. وفي عام 1656، أعلن قدرة الله الجهاد على النصارى. وظل متمتعًا بسلطته دونما إزعاج من الأسبان حتى وفاته.

## معرض صور

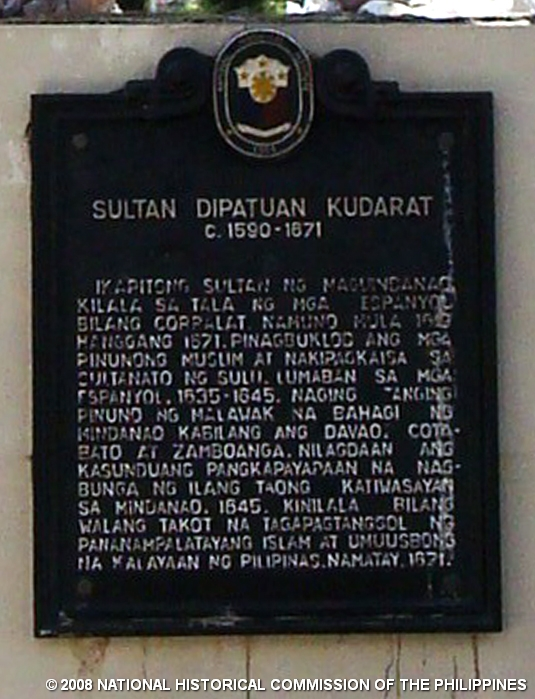